# 飯田元親
飯田 元親（いいだ もとちか）は、戦国時代の武将。毛利氏の家臣。通称は四郎次郎。児玉元良（児玉就忠の子である児玉元良とは別人）の次男。弟に元重。子に元裕。毛利十八将の一人に数えられる。

## 出自
元親の飯田氏は、信濃国飯田荘を領した飯田義基を祖とし、義基の曾孫・飯田師貞の代に毛利時親に従って安芸国に下向したと伝えられ、安芸国吉田荘の内の山手、中馬、石浦の代官を務めた。なお、同じく毛利氏家臣で毛利水軍を率いた飯田義武の飯田氏（源頼信の子孫・飯田信基を祖とする）とは別系とされる。

## 生涯
元親は児玉元良の次男として生まれたが、飯田広親の養子となって飯田氏を相続する。
永正13年（1516年）、大内義興の命を受けた毛利興元に従い、武田元繁の山県郡有田城攻めで軍功を挙げる。
大永3年（1523年）、毛利元就の家督相続の際に、15人の宿老の一人として連署状に署名した。
天文4年（1535年）に死去。嫡男の元祐は幼少であったため、家督は弟の元重が継いだ。